# Bartholina burmanniana
Bartholina burmanniana es una orquídea dentro del género Bartholina en la familia Orchidaceae. Su nombre popular se debe a sus pétalos parecidos a plumas ligeras, que rodean la flor semejando las patas de una araña. 

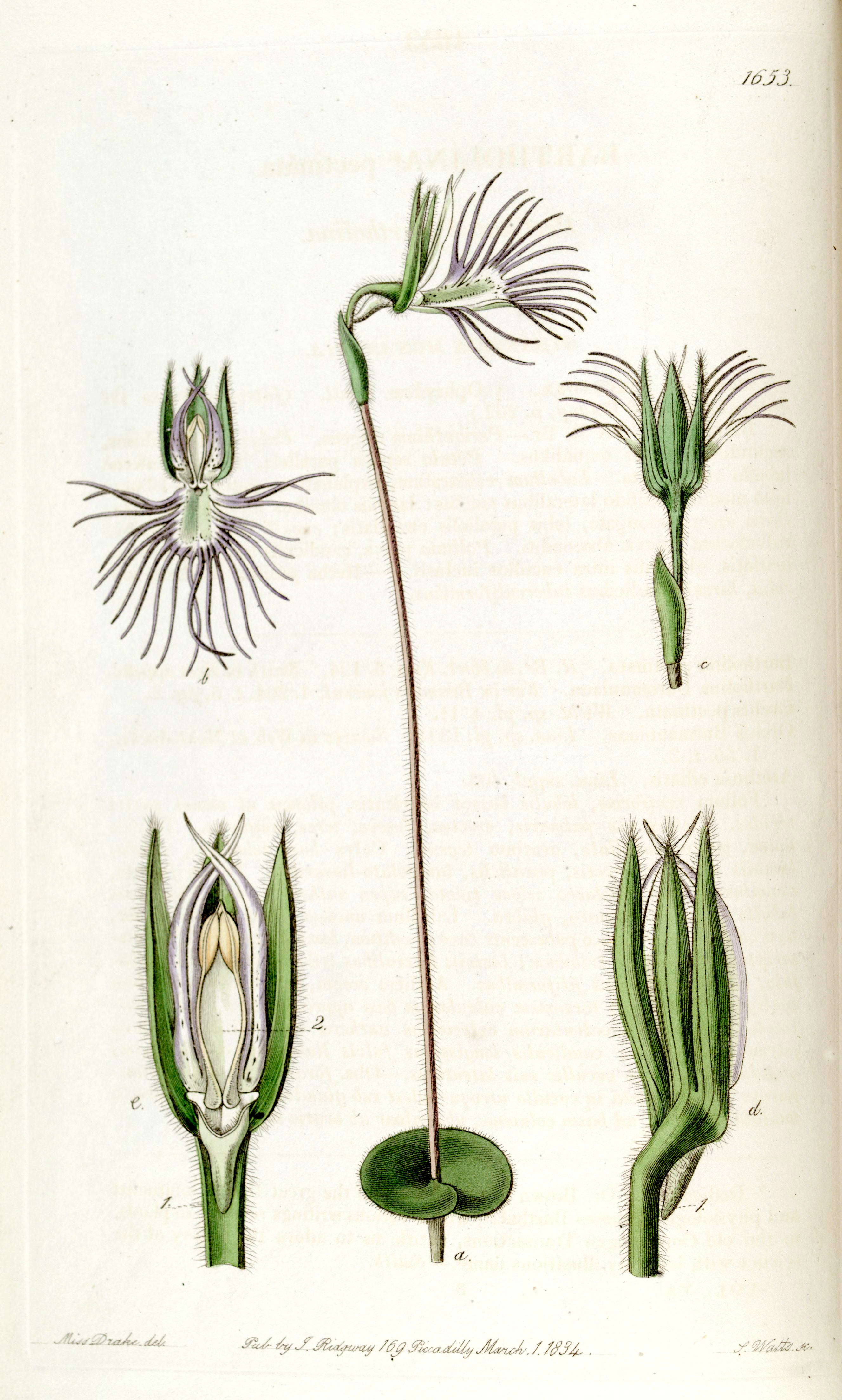
Ilustración

## Descripción
Es una orquídea de hábitos terrestres, de pequeño tamaño que prefiere el clima fresco y tiene tubérculos que da lugar a una hoja solitaria, basal, aplastado en el suelo,  cordada a orbicular,  basalmente cordada. Florece generalmente después de los incendios en el final del invierno y la primavera en una inflorescencia terminal, erecta, de 20 cm  de largo y con brácteas oblongo-lanceoaladas, subagudas, pubescentes.

## Distribución
Se encuentra en el suroeste y el sur de la provincia del Cabo en Sudáfrica en el fynbos desde el nivel del mar hasta los 1.200 metros. 

## Cultivo
Su requirimiento es de un suelo de compost suelto arenoso, perfectamente drenado, y una temperatura fresca con nieblas y humedad, hasta que la hoja se marchite, requiriendo entonces un descanso estricto, hasta que vuelva a repetirse el ciclo y emerger una nueva hoja. 

## Taxonomía
Bartholina burmanniana fue descrita por (L.) Ker Gawl. y publicado en Brand. J. Sc. 4: 204, t. 5. 1818.
Etimología
Bartholina: nombre genérico que fue nombrado en honor del científico danés Thomas Bartholin.
burmanniana: epíteto, de Burma 
Sinónimos
- Arethusa ciliaris L.f.
- Bartholina lindleyana Rchb.f. ex Rolfe
- Bartholina pectinata (Thunb.) R.Br.
- Habenaria burmanniana (L.) R.Br.
- Lathrisia pectinata (Thunb.) Sw.
- Orchis burmanniana L.
- Orchis pectinata Thunb.[3][4][5]